# Caicara
Caicara de Maturín é uma cidade venezuelana, capital do município de Cedeño (Monagas).